# Cossoine
Cossoine (sardinsky: Cossoìne) je italská obec (comune) v provincii Sassari v regionu Sardinie. Nachází se ve výšce 529 metrů nad mořem a má 761 obyvatel. Rozloha obce je 39,17 km².